# Cava (Insel)
Die Insel Cava (altnord. Kalf-ey, deutsch „Kalbsinsel“) gehört zum Archipel der Orkney etwa 30 km nördlich vom schottischen Festland. Sie liegt zwischen den Inseln Hoy und Mainland in der Bucht von Scapa Flow. Die Insel ist 107 ha groß, maximal 38,0 Meter hoch und unbewohnt.
Am Strand liegt ein Køkkenmødding (englisch midden) von etwa 36 × 22 m.
Der Pirat John Gow entführte 1725 bei seiner Flucht aus Stromness zwei Mädchen aus Orphir und setzte sie auf Cava aus. Im Norden von Cava steht ein 1898 errichteter elf Meter hoher Leuchtturm. 

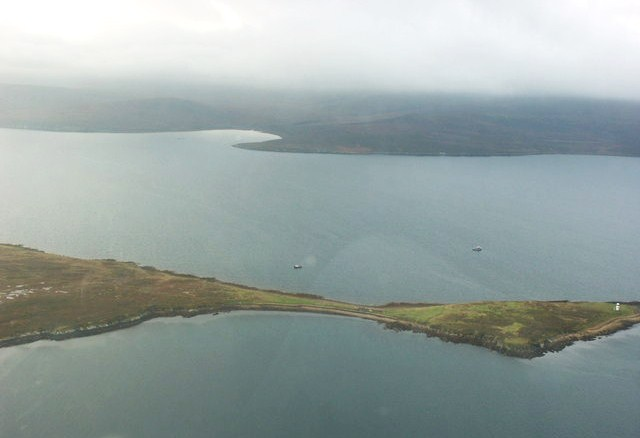
Leuchtturm auf Cava

Aufgrund ihrer Lage kam der Insel in beiden Weltkriegen eine besondere Bedeutung zu. Vor der Insel liegen versenkte Schiffe der deutschen Hochseeflotte. Am 21. Juni 1919 gab der Befehlshaber der internierten deutschen Flotte, Konteradmiral Ludwig von Reuter, den Befehl zur Selbstversenkung folgender sieben Schiffe vor der Insel Cava: Seydlitz, Von der Tann, Moltke, Kaiser, Hindenburg, Prinzregent Luitpold und der Bremse, die 1929 gehoben wurde. Ein Geschütz der Bremse ist heute im Scapa Flow Visitor Centre in Lyness, auf der Insel Hoy zu sehen.
Im Zweiten Weltkrieg stiegen von hier Sperrballons auf.
Die Insel ist außerdem Schauplatz des Webcomics "Crossed: Wish You Were Here" welcher auf dem Comic "Crossed" von Garth Ennis basiert.